# Курдюмов, Андрей Петрович
Андре́й Петро́вич Курдю́мов (23 марта 1972) — советский и казахский футболист, полузащитник.

## Биография
Карьеру начал в 1990 году в клубе второй лиги «Шахтёр» Караганда. До 1996 года играл в различных казахстанских командах.
В конце 1996 года перешёл в российский «Зенит» Санкт-Петербург. Провёл за клуб первые четыре матча чемпионата, получил травму и больше на поле не выходил. Весной 1998 года после лечения в Хорватии перешёл в новороссийский «Черноморец». За два сезона сыграл 29 матчей, забил три гола, один из которых — в ворота «Зенита» в гостевом матче 15 августа 1998 года (0:1).
В 1994—1996 годах сыграл 10 матчей за сборную Казахстана.